# Зонсбек
Зонсбек (нім. Sonsbeck) — громада в Німеччині, знаходиться в землі Північний Рейн-Вестфалія. Підпорядковується адміністративному округу Дюссельдорф. Входить до складу району Везель.
Площа — 55,28 км2. Населення становить 8690 ос. (станом на 31 грудня 2020).